# Жан-Роберт Арган
Жан-Робер Арганд (Велика Британія: /ˈɑːrɡænd/, США: /ˌɑːrˈɡɑːn(d)/, фр.: [ʒɑ̃ ʁɔbɛʁ aʁɡɑ̃]; 18 липня 1768 — 13 серпня 1822) — женевський математик-любитель. 
У 1806 році, керуючи книгарнею в Парижі, він опублікував ідею геометричної інтерпретації комплексних чисел, відому як діаграма Аргана, і відомий першим строгим доказом фундаментальної теореми алгебри.

## Життєпис
Жан-Робер Арган народився в Женеві, тодішня Женевська Республіка, у сім’ї Жака Аргана та Єви Карнак. Його походження та освіта здебільшого невідомі. Оскільки його знання математики були аматорськими і він не належав до жодної математичної організації, він, швидше за все, займався математикою як хобі, а не професією.
У 1806 році Арган разом із сім’єю переїхав до Парижа і, керуючи там книгарнею, приватно опублікував свій Essai sur une manière de représenter les quantités imaginaires dans les constructions géométriques (Есе про метод представлення уявних величин). У 1813 році вона була перепублікована у французькому журналі Annales de Mathématiques. У есе обговорювався метод побудови графіка комплексних чисел за допомогою аналітичної геометрії. Він запропонував інтерпретацію значення i як поворот на 90 градусів у площині Аргана. У цьому есе він також був першим, хто запропонував ідею модуля для позначення величини векторів і комплексних чисел, а також позначення для векторів {\displaystyle {\overrightarrow {ab}}}. Тема комплексних чисел також вивчалася іншими математиками, зокрема Карлом Фрідріхом Гаусом і Каспаром Весселем. Стаття Весселя 1799 року про подібну техніку побудови графіків не привернула уваги.
Арган також відомий тим, що надав доказ фундаментальної теореми алгебри у своїй праці 1814 року Réflexions sur la nouvelle théorie d'analyse (Роздуми про нову теорію аналізу). Це було перше повне та наукове доведення теореми, а також перше узагальнення фундаментальної теореми алгебри для включення поліномів із комплексними коефіцієнтами.
Першим підручником, який містив доказ теореми, був Cours d'analyse de l'École Royale Polytechnique Коші (1821). Він містив доказ Арганда, хоча Арганду це не приписують. Пізніше на доказ було наведено посилання у впливовому підручнику Крістала «Алгебра».
Арган помер з невідомої причини 13 серпня 1822 року в Парижі. У 1978 році The Mathematical Intelligencer назвав його доказ фундаментальної теореми алгебри «і геніальним, і глибоким».